# NGC 6051
NGC 6051 (również PGC 57006 lub UGC 10178) – galaktyka eliptyczna (E), znajdująca się w gwiazdozbiorze Węża. Została odkryta 20 czerwca 1881 roku przez Édouarda Jean-Marie Stephana. Jest najjaśniejszą galaktyką w gromadzie galaktyk AWM 4.